# Paul Saverna
Paul Saverna (né Paul Louis Ferdinand Siegler à Paris le 5 juillet 1848 et mort à Amiens le 16 octobre 1932) est un acteur de théâtre, chansonnier et auteur dramatique français.

## Biographie
Il fait de brillantes études à Paris où il est ami de Lucien Fugère mais échoue au concours de l'École navale. Il s'engage alors dans la Marine et, après la guerre de 1870, entre à la Compagnie des chemins de fer du Nord et y a comme collège Aristide Bruant avec qui il abandonne l'administration pour le Cabaret. 
Pensionnaire du Concert du XIXe siècle, de La Pépinière et du Pavillon de l'Horloge, il est présenté par Lucien Fugère à la soprano et compositrice Delphine Ugalde qui lui enseigne le chant. Saverna devient alors trial d'opéra-comique et se produit essentiellement en Province. Il tient ainsi à Amiens le rôle de Cap Matifou dans Mathias Sandorf et y crée Michel Strogoff.
Il se fixe à Amiens et y finit sa vie à l’hospice Saint-Charles.
Jules Verne, dont il est l'ami, l'incarne dans le personnage d'Adolphe Saverna dans Claudius Bombarnac.

## Œuvres
- C'est pour ce soir, opérette
- Dans la rue de Beauvais, chanson
- La Piconnette, chanson